# スコッチブロス
スコッチブロス(Scotch broth)は、スコットランドに起源を持つスープである。主な材料はオオムギ、肉（ラム、マトン、牛肉）、根菜（ニンジン、ルタバガ、カブ）、乾燥豆果（エンドウ、赤レンズマメ）である。キャベツやリーキは、食感や色、香りを損なわないように食べる直前に加えられる。レシピによって、材料や比率は変わる。長年、スズの缶に入れたものが市販もされている。

## 歴史
19世紀初めにマリア・ランデルが書いた料理本A New System of Domestic Cookeryには、マトンの首肉を1時間ほど煮込み、その後、脂身を除いた質の良い骨付きマトンをスープに加え、数時間後にカブ、ニンジン、タマネギを加えてさらに柔らかくなるまで煮込み、最後に水に浸したオオムギを加えて作る「スコッチマトンブロス」のレシピがある。このスープは、パセリを飾って提供される。
クリスチャン・イゾベル・ジョンストンによると、マトンは、ブゥーイィー（茹で肉）として、ケイパーソース、パセリ、バター、キュウリのピクルス、エディブル・フラワーのキンレンカとともに、マスタードと酢を添えて提供されることもあった

## 材料
主な材料は、オオムギ、羊肉または牛肉、ルタバガ、ジャガイモ、カブ、ニンジンなどの根菜であり、乾燥した豆やキャベツ、リーキ等を調理の後半の段階で加える。